# Brachyporus berlandi
Brachyporus berlandi är en insektsart som beskrevs av Heinrich Hugo Karny 1932. Brachyporus berlandi ingår i släktet Brachyporus och familjen Anostostomatidae. Inga underarter finns listade i Catalogue of Life.